# Louis-Lewin-Straße (metrostation)
Louis-Lewin-Straße is een station van de metro van Berlijn, gelegen langs de Weißenfelser Straße, nabij de kruising met de Louis-Lewin-Straße, en in het Berlijnse stadsdeel Hellersdorf. Het station werd geopend op 1 juli 1989 als onderdeel van het enige grote metroproject in Oost-Berlijn: de verlenging van E, de huidige U5, naar het nieuwbouwgebied Hellersdorf. Op het moment van zijn opening lag station Louis-Lewin-Straße buiten de grenzen van Berlijn, in de Brandenburgse gemeente Hönow; hetzelfde gold voor het naar deze gemeente genoemde eindpunt van de U5, station Hönow. Bij een grenscorrectie in oktober 1990 werd het dichtbebouwde westelijke deel van Hönow echter bij de hoofdstad gevoegd en sindsdien liggen alle Berlijnse metrostations weer binnen de stadsgrenzen.
In de planningsfase droeg het station de naam Hönow-West, maar uiteindelijk noemde men het Paul-Verner-Straße, naar de Oost-Duitse politicus Paul Verner. Na de Duitse hereniging werden vrijwel alle naar communistische politici vernoemde straten, metrostations en dergelijke hernoemd. De Paul-Verner-Straße doopte men in 1992 om tot Louis-Lewin-Straße, naar de Duitse farmacoloog Louis Lewin; het metrostation kreeg deze naam al een jaar eerder.
Het overdekte eilandperron van het op maaiveldniveau gelegen station is bereikbaar via een voetgangersbrug over de sporen aan de westzijde en een betonnen toegangsgebouw aan de Louis-Lewin-Straße, waarin ten behoeve van mindervaliden een hellingbaan aanwezig is. Zoals alle stations aan de in de jaren 1988-89 geopende verlenging van de U5 werd Louis-Lewin-Straße ontworpen door het Entwurfs- und Vermessungsbetrieb der Deutschen Reichsbahn ("Ontwerp- en Kadasterdienst van de DR") en kreeg het een functioneel uiterlijk zonder opsmuk. Het is dan ook nauwelijks te onderscheiden van de naburige stations.
Tussen de stations Louis-Lewin-Straße en Hönow bevindt zich een groot opstelterrein voor metrotreinen, dat echter nog maar weinig gebruikt wordt.